# Parque nacional de Arikok
El Parque nacional de Arikok es un espacio protegido que ocupa aproximadamente el 18 por ciento de la isla de Aruba, e incluye tres formaciones geológicas principales: la formación de lava Aruba, una formación de diorita de cuarzo, y una formación de piedra caliza que se extiende hacia adentro desde la costa. Estas formaciones han influido directamente en los asentamientos humanos de Aruba, así como sus maravillas naturales.
Aruba es el hogar de varias especies que solo viven en la isla, entre ellas dos especies únicas de serpientes y dos especies de aves. Posee además afloramientos rocosos que también crean las condiciones microclimáticas de apoyo a estas plantas y especies animales únicas, así como a los asentamientos.